# Gabinete Albanese
El gabinete Albanese fue el 73.º Gabinete del gobierno de Australia. Estuvo dirigido por el 31º primer ministro del país, Anthony Albanese. El gabinete Albanese sucedió al segundo gabinete Morrison, que renunció el 23 de mayo de 2022 luego de las elecciones federales que tuvieron lugar el 21 de mayo en las que los laboristas derrotaron a la Coalición Liberal-Nacional de Scott Morrison. Fue sucedido por el segundo gabinete del propio Albanese el 13 de mayo de 2025 luego de las elecciones de 2025 donde el laborismo revalido su mayoría absoluta. 

## Apoyo parlamentario
| Cámara                   | Candidato        | Fecha                                        | Voto |    |    |   |    |   |   | Ind. | Total  |
| ------------------------ | ---------------- | -------------------------------------------- | ---- | -- | -- | - | -- | - | - | ---- | ------ |
| Cámara de Representantes | Anthony Albanese | 21 de mayo de 2022 Mayoría absoluta (76/151) | Sí   | 77 |    |   |    |   |   |      | 77/151 |
| Cámara de Representantes | Anthony Albanese | 21 de mayo de 2022 Mayoría absoluta (76/151) | No   |    | 43 |   | 15 |   |   | 6    | 64/151 |
| Cámara de Representantes | Anthony Albanese | 21 de mayo de 2022 Mayoría absoluta (76/151) | Abs. |    |    | 4 |    | 1 | 1 | 4    | 10/151 |

## Composición
Partido Laborista Australiano
| Nombre                      | Nombre           | Retrato         | Cargo                                                                         | Período            | Período            | Ref.            |
| Nombre                      | Nombre           | Retrato         | Cargo                                                                         | Inicio             | Fin                | Ref.            |
| Primer Ministro             | Primer Ministro  | Primer Ministro | Primer Ministro                                                               | Primer Ministro    | Primer Ministro    | Primer Ministro |
| --------------------------- | ---------------- | --------------- | ----------------------------------------------------------------------------- | ------------------ | ------------------ | --------------- |
|                             | Anthony Albanese |                 | Primer Ministro de Australia                                                  | 23 de mayo de 2022 | 13 de mayo de 2025 | [ 1 ]           |
| Viceprimer Ministro         |                  |                 |                                                                               |                    |                    |                 |
|                             | Richard Marles   |                 | Viceprimer Ministro                                                           | 23 de mayo de 2022 | 13 de mayo de 2025 | [ 1 ]           |
| Ministros                   |                  |                 |                                                                               |                    |                    |                 |
|                             | Penny Wong       |                 | Ministra de Relaciones Exteriores                                             | 23 de mayo de 2022 | 13 de mayo de 2025 | [ 1 ]           |
|                             | Jim Chalmers     |                 | Ministro del Tesoro                                                           | 23 de mayo de 2022 | 13 de mayo de 2025 | [ 1 ]           |
|                             | Katy Gallagher   |                 | Ministra de Finanzas, Función Pública y Mujer                                 | 23 de mayo de 2022 | 13 de mayo de 2025 | [ 1 ]           |
|                             | Don Farrell      |                 | Ministro de Comercio y Turismo                                                | 23 de mayo de 2022 | 13 de mayo de 2025 | [ 1 ]           |
|                             | Tony Burke       |                 | Ministro de Empleo, Relaciones Laborales y Artes                              | 23 de mayo de 2022 | 13 de mayo de 2025 | [ 1 ]           |
|                             | Mark Butler      |                 | Ministro de Salud y Atención a la Tercera Edad                                | 23 de mayo de 2022 | 13 de mayo de 2025 | [ 1 ]           |
|                             | Chris Bowen      |                 | Ministro de Cambio Climático y Energía                                        | 23 de mayo de 2022 | 13 de mayo de 2025 | [ 1 ]           |
|                             | Tanya Plibersek  |                 | Ministra de Medio Ambiente y Agua                                             | 23 de mayo de 2022 | 13 de mayo de 2025 | [ 1 ]           |
|                             | Catherine King   |                 | Ministra de Infraestructura, Transporte, Desarrollo Regional y Gobierno Local | 23 de mayo de 2022 | 13 de mayo de 2025 | [ 1 ]           |
|                             | Amanda Rishworth |                 | Ministra de Servicios Sociales                                                | 23 de mayo de 2022 | 13 de mayo de 2025 | [ 1 ]           |
|                             | Bill Shorten     |                 | Ministro de Asuntos Gubernamentales e Interior                                | 23 de mayo de 2022 | 13 de mayo de 2025 | [ 1 ]           |
|                             | Linda Burney     |                 | Ministra de los Indígenas Australianos                                        | 23 de mayo de 2022 | 13 de mayo de 2025 | [ 1 ]           |
|                             | Brendan O'Connor |                 | Ministro de Habilidades y Capacitación                                        | 23 de mayo de 2022 | 13 de mayo de 2025 | [ 1 ]           |
|                             | Jason Clare      |                 | Ministro de Educación                                                         | 23 de mayo de 2022 | 13 de mayo de 2025 | [ 1 ]           |
|                             | Julie Collins    |                 | Ministra de Vivienda, Personas Vulnerables y Empresas                         | 23 de mayo de 2022 | 13 de mayo de 2025 | [ 1 ]           |
|                             | Michelle Rowland |                 | Ministra de Comunicaciones                                                    | 23 de mayo de 2022 | 13 de mayo de 2025 | [ 1 ]           |
|                             | Madeleine King   |                 | Ministra de Recursos Naturales                                                | 23 de mayo de 2022 | 13 de mayo de 2025 | [ 1 ]           |
|                             | Murray Watt      |                 | Ministro de Agricultura, Pesca, Silvicultura y Gestión de Emergencias         | 23 de mayo de 2022 | 13 de mayo de 2025 | [ 1 ]           |
|                             | Ed Husic         |                 | Ministro de Industria y Ciencia                                               | 23 de mayo de 2022 | 13 de mayo de 2025 | [ 1 ]           |
|                             | Clare O'Neil     |                 | Ministra del Interior y Ciberseguridad                                        | 23 de mayo de 2022 | 13 de mayo de 2025 | [ 1 ]           |
| Otros miembros del gabinete |                  |                 |                                                                               |                    |                    |                 |
|                             | Mark Dreyfus KC  |                 | - Fiscal General - Secretario del Gabinete                                    | 23 de mayo de 2022 | 13 de mayo de 2025 | [ 1 ]           |